# Giovanni Maria Lancisi
Giovanni Maria Lancisi (nom llatí: Johannes Maria Lancisius) (Roma, 26 d'octubre de 1654 - 20 de gener de 1720) va ser un metge, epidemiòleg i anatomista italià que va establir una correlació entre la presència de mosquits i la prevalença de la malària. També va ser conegut pels seus estudis sobre malalties cardiovasculars, un examen del cos callós del cervell, i és recordat pel signe de Lancisi. El seu estudi sobre la pesta bovina durant un brot de la malaltia a Europa va permetre establir les bases per l'erradicació de les zoonosis a l'Europa del xviii.

## Biografia
La mare de Giovanni Maria Lancisi va morir poc després del seu naixement i va ser criat per la seva tia a Orvieto. Va estudiar al Collegio Romano i a la Universitat de Roma La Sapienza, on es va llicenciar en medicina als 18 anys. Va treballar a Santo Spirito i es va formar al Collegio Picentine. El 1684 va anar a la va ocupar la càtedra d'anatomia a La Sapienza durant tretze anys. Va servir com a metge dels papes Innocenci XI, Climent XI i Innocenci XII. El papa Climent XI li va donar les plaques anatòmiques perdudes de Bartolomeo Eustachi ; aquests es van fer l'any 1562 i havien estat oblidats a la Biblioteca Vaticana. Lancisi els va editar i publicar el 1714 com a Tabulae anatomicae.
Va estudiar epidemiologia, descrivint les epidèmies de malària i grip, especialment el brot de 1708-1709. També va publicar De Noxiis Paludum Effluviis (Sobre els efluvis nocius dels pantans) el 1717, on va reconèixer que els pantans infestats de mosquits són el caldo de cultiu de la malària i va recomanar el drenatge d'aquestes zones per evitar-ho. També va publicar àmpliament sobre cardiologia, descrivint vegetacions a les vàlvules cardíaques, sífilis cardíaca, aneurismes i la classificació de les malalties cardiovasculars. La seva fita científica De Motu Cordis et Aneurysmatibus es va publicar pòstumament el 1728, editada per Pietro Assalti, qui també va realitzar l'autòpsia de Lancisi i va identificar la seva mort com a causada per un infart duodenal.

## Estudis sobre el cervell i l'ànima
Lancisi va descriure el cos callòs com la "seu de l'ànima, que imagina, delibera i jutja". La seva Dissertatio Physiongnomica lli va proporcionar l'argument de suport el 1713. Es va oposar a ubicacions alternatives de l'ànima tal com van plantejar altres, com l'hemisferi cerebral, d'Andreas Vesali, i la glàndula pineal, de René Descartes. Va plantejar la hipòtesi que les estries longitudinals -més tard anomenades en el seu honor com a "striae lancisi" o "nervis de Lancisi"- eren el conducte entre la ubicació anterior de l'ànima i la ubicació posterior de les funcions dels òrgans sensorials, ambdues dins del cos callós.

## Tractament de la pesta bovina
A principis del segle xviii, Lancisi havia protestat pels enfocaments medievals per contenir la pesta bovina en el bestiar afirmant que "és millor matar tots els animals malalts i sospitosos, en comptes de permetre que la malaltia es propagui per tenir prou temps i l'honor de descobrir. un tractament específic que sovint es busca sense èxit”. A partir dels postulats de Bernardino Ramazzini va apostar per defensar la prevenció com a eina per aturar la difusió d'aquesta malaltia en els bòvids europeus. alhora que promoure l'eliminació dels exemplars malalts a l'escorxador. Els estudis de Ramazzini i Lancisi serien adoptats posteriorment per Thomas Bates.

## Vinculació papal
Lancisi també va cometre alguns errors, ja que va qüestionar l'obra de Giovanni Cosimo Bonomo (1663-1696), el seu contemporani, que havia identificat correctament la causa de la sarna com un paràsit. Lancisi, però, va entendre que la sarna era d'origen humoral. Degut a la poderosa posició de Lancisi i, científics anteriors com Galileo Galilei van caure en desgràcia i Bonomo va ser silenciat i el seu descobriment va oblidat fins a l'època moderna.

## Obra
Lancisi estava dotat d'una ment brillant i fèrtil. Sempre va tenir una passió extrema per l'avenç de la física, l'anatomia i la medicina pràctica. Es pot retreure-li la seva predilecció pels postulats de iatroquímica de Franciscus Sylvius, que afortunadament no va influir en els seus mètodes terapèutics. Lancisi havia construït una biblioteca de més de vint mil volums. Els va donar en vida a l'Arquebisbat del Santo Spirito de Saxia per a ús del públic. Els joves metges i cirurgians encarregats d'atendre els malalts pobres d'aquest establiment en van fer un bon us. L'obertura d'aquesta biblioteca va tenir lloc l'any 1716, amb molta pompa, en presència del papa Climent XI i amb la presència d'un gran nombre de cardenals. Per perpetuar el record d'una donació tan important el P. Cristoforo Carsughi va treure a la llum la seva Bibliotheca Lancisiana, Roma, 1718, in-4°, amb un discurs De recto usu bibliothecæ. Les obres de Lancisi van ser recollides i publicades per Pietro Assalti, professor de botànica a Roma, i impreses a Ginebra, 1718, 2 vols. en-4°. Edicions de Venècia, 1739, in-fol. i Roma, 1745, 4 vols. in-4°, són més completes. Es poden identificar:
- Lucubratio de virgine quadam Calliensi, mirabili vexata symptomate, Rome, 1682, in-4°.
- De subitaneis mortibus libri duo, Rome, 1707-1708, in-4°,Tractat, dedicat a Climent XI, sobre morts sobtades que semblaven haver-se multiplicat a Roma durant els anys 1705 i 1706.
- De nativis deque adventitiis romani cæli qualitatibus, cui accedit historia epidemiæ rheumaticæ quæ per hyemem anni 1709 vagata est, Rome, 1712, 1745, in-4°.la ciutat de Roma fos purgada de la brutícia i les aigües estancades que hi mantenien centres perpetus de bogeria, sobretot després de les riuades del Tíber.
- De Plinianæ villæ ruderibus, Rome, 1714, in-fol.
- Dissertatio historica de bovilla peste, ex Campaniæ finibus anno 1713 Latio importata, Rome, 1715, in-4°. Aquesta epizoòtia va ser tan mortal que en l'espai de nou mesos va causar la mort de vint-i-sis mil dues-centes cinquanta-dos exemplars de bestiar, i va salvar les altres espècies: els pulmons i els intestins van caure en la gangrena.
- De noxis paludum effluviis, eorumque remediis, Roma, 1716, 1717, in-4°. En el primer llibre d'aquesta obra, l'autor assenyala el perill de la proximitat de les aigües estancades, i en particular dels pantans pontins. La seva influència perjudicial va ser aturada en part per un bosc situat entre aquests pantans i la ciutat de Roma: Lancisi. va obtenir del papa l'ordre de conservar aquest bosc, que els propietaris volien talar. El segon llibre conté el relat de cinc epidèmies originades en aigües pantanoses.
- Diverses Dissertacions sobre la secreció dels humors, especialment la bilis, sobre la textura dels bolets, sobre el mètode de descripció de la història de les malalties, etc. Lancisi va ser la primera de les Taules Anatòmiques d'Eustaqui, Roma 1714, in-fol., fig.També va publicar l'obra pòstuma de Michele Mercati, titulada Metallotheca Vaticana, Rome, 1717, in-fol.,Roma, 1719, in-fol.[20]

Les següents obres de Lancisi es van publicar pòstumament a la seva mort :
- De motu cordis et aneurismatibus, Rome, 1728, in-fol. ; 1735, in-4°, amb una tesi sobre la vena àzigota, i una altra sobre l'estructura dels ganglis,, Naples, 1738, in-4° ; Leyde, 1743, in-4°.
- Consilia 59 posthuma, avec plusieurs dissertations de Malpighi, Venise, 1747, in-4° par les soins d'Eusébe Sguari.

El diari de l'última malaltia de Climent XI informa que la biblioteca de Lancisienne encara conserva els manuscrits següents:
- Prolusum ad Hippocratis prognostica ; De medicina hippocratica ; De febribus ; De urinis ; enfin dix volumes de consultations en italien et trois en latin. On a une Vie de Lancisi dans les Vitæ Italorum de Fabroni, t. 7, et son Éloge par Crescimbeni dans les Notizie istoriche degli Arcadi morti, t. 1. Voyez aussi Joh. Oliva, de morte J.-M. Lancisii brevis dissertatio, Rome, 1720.